# 612 (Gran Valparaíso)
El servicio 612 (ex línea O Verde Mar) es un recorrido de buses urbanos de la ciudad de Gran Valparaíso. Opera entre el Sector Playa Ancha pasando por la Avenida Alemania en la comuna de Valparaíso y el sector de Limonares en la comuna de Viña Del Mar. En sus inicios operaba entre Estación Barón y la Plaza Wheelwright, extiendose en un futuro hasta Viña del Mar y el Cementerio de Playa Ancha, para después, llevar su recorrido a Limonares.
Forma parte de la Unidad 6 del sistema de buses urbanos de la ciudad de Gran Valparaíso, aun sigue siendo operada por la empresa  de buses Verde Mar bajo el nombre de Buses Gran Valparaíso S.A. la  cual  en conjunto con las empresas Central Placeres y Sol de Reñaca   representan las unidades 5 (color verde y rojo) y la unidad 6 (color crema y rojo)

## Zonas que sirve
|  | Valparaíso   |
|  | Viña Del Mar |

## Recorrido[1]
| - Valparaíso - Santa María - Levarte - Juan XXIII - Coronel Toro Herrera - Río Frío - Caupolicán - Santa Marta - Alcalde Barrios - Galvarino - Cementerio 3 - Galvarino - Alcalde Barrios - Av. Playa Ancha - Av. El Parque - Caleta El Membrillo - Av. Altamirano - Av. Antonio Varas - Plaza Aduana - Bustamante - San Martín - Cajilla - Santiago Severin - San Francisco (Valparaiso) - Camino Cintura - Guillermo Munnich - Plazuela San Luis - Av. Alemania - Valenzuela Puelma - Baquedano - Av. Francia - Av. Colón - Av. Argentina - Av. España - Viña Del Mar - Av. España - Álvarez - Quillota - Av. Valparaíso - Puente Cancha - 1 Norte - Av. Limonares - Principal | - Viña Del Mar - Principal - Av. Limonares - 1 Norte - Puente Quillota - Quillota - Viana - Av. España - Valparaíso - Av. España - Av. Argentina - Av. Colón - Av. Francia - Baquedano - Av. Alemania - Cumming - Crucero Ajax - Atahualpa - Av. Alemania - Plazuela San Luis - Guillermo Munnich - Camino Cintura - San Francisco (Valparaiso) - San Martín - Clave - Blanco - Plaza Aduana - Av. Antonio Varas - Av. Altamirano - Caleta Membrillo - Av. El Parque - Av. Playa Ancha - Alcalde Barrios - Galvarino - Cementerio 3 - Galvarino - Alcalde Barrios - Santa Marta - Caupolicán - Río Frío - Coronel Toro Herrera - Juan XXIII - Levarte - Santa María |